# Concordato

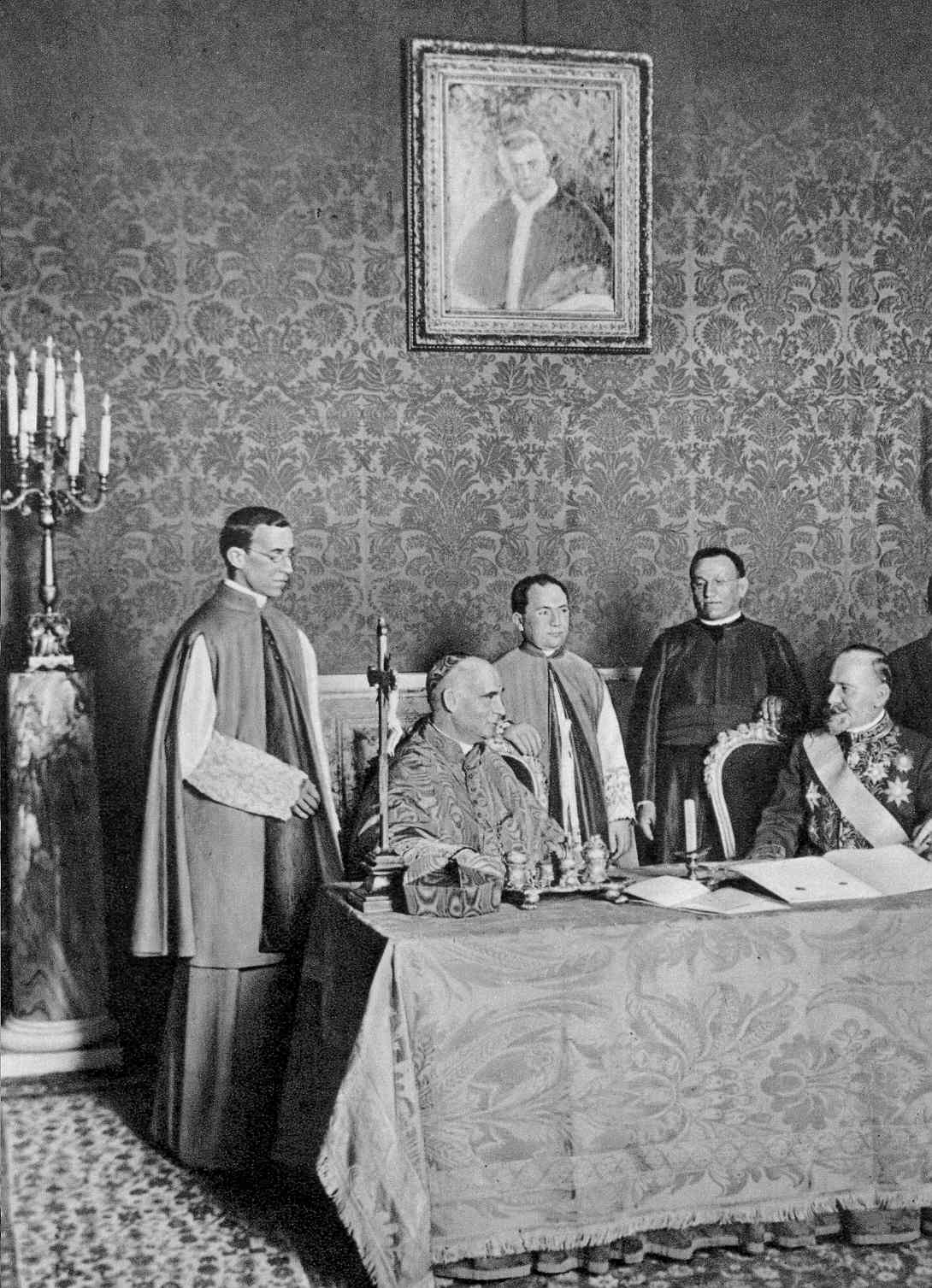
El 24 de junio de 1914 (pocos días antes del inicio de la crisis de julio de 1914), el Secretario de Estado, cardenal Merry del Val, y el ministro especial serbio, Milenko Vesnić, firman el concordato entre la Santa Sede y Serbia. De izq. a derecha: Eugenio Pacelli (futuro Pío XII, en ese momento Secretario de la Congregación de Asuntos Eclesiásticos Extraordinarios y considerado el verdadero autor del acuerdo), Rafael Merry del Val (Secretario de Estado del Vaticano), Nicola Canali (secretario privado del anterior), Mons. Dionigi Cardon (1865-1928, prepósito eclesiástico de Taggia (Liguria), representante católico en Belgrado), Milenko Radomar Vesnić (Embajador de Serbia en París, enviado especial a la firma del concordato). A la derecha falta: Lujo Bakotić (agente diplomático serbio). El retrato en la pared muestra el papa Pío X quien a los dos meses ya estaría muerto.

Un concordato es un tipo de acuerdo entre la Santa Sede (como representante de la Iglesia católica) y un Estado para regular la situación jurídica entre ellos y en materia de mutuo interés. Posee la categoría jurídica de Tratado Internacional.
Actualmente los únicos estados que no mantienen relaciones diplomáticas con la Santa Sede son China, Corea del Norte, Laos, Birmania, Malasia, Afganistán, Arabia Saudí, Somalia y Mauritania. Sin embargo, solo existen concordatos con un reducido número de países de tradición católica; en las relaciones con el resto de países, que no conceden un trato especial a la Iglesia católica, se emplea el derecho internacional común.

## Contenido
Los acuerdos prevén concesiones recíprocas para evitar posibles conflictos entre el derecho civil y el canónico, y afectan tanto a la esfera religiosa como a la secular. A veces se concede a los Estados un poder de veto sobre el nombramiento de obispos o la restricción de ciertas libertades religiosas, mientras que a la Iglesia se le pueden conceder privilegios económicos (subvenciones directas o apoyo a obras de culto) o derechos particulares para los fieles laicos o el clero (como la posibilidad de objeción de conciencia ante leyes que impongan comportamientos contrarios a la moral católica).
Desde el Concilio Vaticano II (1962-1965), y en particular con la Declaración Dignitatis Humanae (1965), este tipo de acuerdo jurídico formal ha visto evolucionar su espíritu y su contenido. Históricamente, la Santa Sede ha celebrado concordatos con todos los Estados que se lo han concedido, incluso con los más hostiles hacia los católicos o las religiones en general.

## Concordatos históricos
Algunos de los concordatos más famosos son:
- Concordato de Worms (1122) entre el Papa Calixto II y el Emperador del Sacro Imperio Romano Germánico Enrique V, que pone fin a la Querella de las Investiduras;
- Concordato de Viena (17 de febrero de 1448) entre el papa Nicolás V y el emperador Federico III de Habsburgo, que regula las relaciones entre la Santa Sede y los Habsburgo;
- Concordato de Bolonia (1516) entre el Papa León X y el rey Francisco I de Francia;
- Concordato de 1727 con el Reino de Cerdeña;
- Concordato de 1741 con el Reino de Nápoles;
- Concordato de 1753 y Concordato de 16 de marzo de 1851 con el Reino de España;
- Concordato de 1778 con el reino de Portugal (sustituido el 23 de junio de 1886);
- Concordato de 1801 y Concordato de 1813 entre el papa Pío VII y Napoleón emperador de Francia;
- Concordato de 3 de agosto de 1847 con el zar Nicolás I de Rusia, sustituido por el Concordato de 23 de diciembre de 1882;
- Concordato de 1851 entre el Estado español y la Santa Sede;
- Concordato de 1855 entre el Papa Pío IX y el Emperador Francisco José de Austria, sustituido en Austria por el Concordato de 5 de junio de 1933;
- Concordato de 10 de febrero de 1925 con Polonia, originado por la recobrada independencia de Polonia, sustituido por el Concordato de 28 de julio de 1993;
- Concordato de 1929, parte de los Pactos de Letrán, celebrado por el cardenal Pietro Gasparri, secretario de Estado de la Santa Sede, y el primer ministro Benito Mussolini; reconocido por la República Italiana, que lo sustituyó por el Acuerdo de Villa Madama de 1984 (véase más adelante);
- Concordato del Reich (1933) con el Tercer Reich de Adolf Hitler, que puso fin a los diversos concordatos celebrados con los Estados alemanes desde 1817 y fue sustituido progresivamente por acuerdos con cada uno de los Estados federados alemanes (Länder) en la República Federal de Alemania;
- Concordato de 7 de mayo de 1940 con Portugal de António de Oliveira Salazar, que sustituyó al Concordato de 23 de junio de 1886 y fue reemplazado por el Concordato de 18 de mayo de 2004;
- Concordato de 27 de agosto de 1953 con la España de Francisco Franco, sustituido por los cuatro acuerdos de 3 de enero de 1979 tras el retorno de esta última a la monarquía constitucional democrática;
- Acuerdo de Villa Madama de 18 de febrero de 1984 con la República Italiana. El Acuerdo, firmado por el Cardenal Agostino Casaroli, secretario de Estado de la Santa Sede, y el primer ministro Bettino Craxi, sustituye al Concordato de 1929 (el Tratado de Letrán de 1929, que regula la independencia y soberanía de la Santa Sede en el ámbito internacional, ha permanecido prácticamente inalterado).

## Concordatos por continente y país

### América

#### Argentina
- Acuerdo entre la Santa Sede y la República Argentina (10 de octubre de 1966)[1]

El 10 de octubre de 1966 se subscribió un acuerdo entre la Santa sede y la República Argentina en carácter de concordato.
El cual establece en su artículo 1, reconoce y garantiza a la Iglesia por parte del Estado argentino el libre y pleno ejercicio del poder espiritual y su culto.

#### Bolivia
- Concordato de 1851
- Convenio entre la Santa Sede y la República de Bolivia sobre las Misiones (4 de diciembre de 1957)[2]
- Acuerdo entre la Santa Sede y la República de Bolivia sobre asistencia religiosa a las Fuerzas Armadas y Fuerzas de la Policía Nacional (1 de diciembre de 1986)[3]

#### Costa Rica
- Concordato de 1852, derogado en 1884.[4]

#### Colombia
- Concordato de 1887 entre León XIII y Rafael Núñez
- Concordato de 1973 entre Pablo VI y  Misael Pastrana[5][6][7]

#### Ecuador
- Concordato de 1862. Abolido en 1897.

#### El Salvador
- Concordato de 1862, derogado en torno a 1875.[8]
- Convenio entre la Santa Sede y la República de El Salvador acerca del Vicariato Castrense (11 de marzo de 1968),[9]

#### Guatemala
- Concordato de 1852[10]
- Concordato de 1884, por el que la Iglesia renunciaba a su condición de religión favorecida.[11][12][13] Nunca ratificado.[14]

#### Honduras
- Concordato de 1861, denunciado en 1880[8] y sin vigor desde entonces.

#### Paraguay
- Convenio entre la Santa Sede y la República del Paraguay (26 de noviembre de 1960)[15]

#### Perú
- Acuerdo entre la Santa Sede y la República del Perú de 1980[16] firmado durante el gobierno militar del presidente Francisco Morales Bermúdez con la Santa Sede  el 19 de julio de 1980.

#### República Dominicana
- Concordato de 1954[17] entre el papa Pío XII y la República Dominicana.

#### Nicaragua
- Concordato de 1861, derogado en 1894.[8]

#### Venezuela
- Concordato de 1964
- Acuerdo entre la Santa Sede y la República de Venezuela para la creación de un Ordinariato Militar (31 de octubre de 1994)[18]

### Europa

#### Alemania
- Concordato de 1817 entre el papa y el rey de Baviera.
- Concordato entre la Santa Sede y el Estado de Baviera (1924)
- Concordato entre la Santa Sede y el Estado de Prusia (1929)
- Concordato entre la Santa Sede y el Estado de Baden (1932)[19]
- Reichskonkordat (Concordato imperial), de 1933[20] entre el Papa Pío XI y la Alemania nazi firmada con Paul von Hindenburg, siendo canciller Adolf Hitler. Sigue vigente.

#### España
Se suele señalar que el primer concordato que España firma son los derivados del Concilio de Constanza (1418). El rey Fernando VI firma el Concordato de 1753, que fue completado con pequeños acuerdos parciales por Carlos III y Carlos IV. Bajo el reinado de Isabel II fue sustituido por el concordato de 1851.
La política laica de la Segunda República (1931-1936) y el no entendimiento entre las partes, llevó a la Santa Sede a tener el concordato por derogado. Después con la instauración de la dictadura franquista (1936-1975) tras la Guerra Civil, las negociaciones para una renovación concordataria fueron arduas y largas; de hecho se fueron firmando una serie de acuerdos parciales (provisión de las sedes episcopales, 1941; provisión de los beneficios no consistoriales, 1941; seminarios y facultades eclesiásticas, 1946; elección de un vicariato castrense 1950) mientras las negociaciones se prolongaban. La firma del concordato definitivo solo se alcanza el 27 de abril de 1953 (Concordato español de 1953)
En la actualidad, el régimen concordatario en España está compuesto por un Acuerdo entre el Estado y la Santa Sede de 1976 y por cuatro acuerdos, que conforman los Acuerdos entre España y la Santa Sede de 1979:
- Acuerdo entre el España y la Santa Sede sobre nombramientos de arzobispos, obispos y vicario general castrense y fuero judicial de 28 de julio de 1976.
- Acuerdo entre el España y la Santa Sede sobre Asuntos Jurídicos de 3 de enero de 1979.
- Acuerdo entre el España y la Santa Sede sobre Enseñanza y Asuntos Culturales de 3 de enero de 1979.
- Acuerdo entre el España y la Santa Sede sobre Asuntos Económicos de 3 de enero de 1979.[21]
- Acuerdo entre el España y la Santa Sede sobre la asistencia religiosa a las Fuerzas Armadas y el servicio militar de los clérigos y religiosos, de 3 de enero de 1979.[22]
- Acuerdo entre el España y la Santa Sede sobre asuntos de interés común en Tierra Santa, de 21 de diciembre de 1994.[23]

#### Francia
- Concordato de Bolonia (1516) entre el Papa León X y el rey Francisco I de Francia
- Concordato de 1801 entre el Papa Pío VII y Napoleón I de Francia

Desde diciembre de 1905 la Ley de Separación (que no está vigente en todo el territorio nacional) prohibió la ratificación de concordatos, pero tras las modificaciones legislativas de esta norma en 1921 y 1926, se permite otro tipo de relaciones concordatarias parciales, de tal modo que actualmente están vigentes los Acuerdos de diciembre de 2008.

#### Italia
- Pactos de Letrán (1929)[24] entre el Papa Pío XI e Italia: incluyen, además del Concordato, el Tratado internacional que definió la Ciudad del Vaticano como Estado independiente
- Acuerdo de Villa Madama (1984) entre el Papa Juan Pablo II e Italia, que revisó el Concordato pero no el Tratado

#### Polonia
- Concordato de 1925 con Polonia.
- Concordato de 1993[25] entre el Papa Juan Pablo II y la Polonia posterior a la caída del muro de Berlín y la desaparición del bloque soviético, la gran transformación histórica de finales del siglo XX en la que la actividad de ese papa (de nacionalidad polaca) y la evolución sociopolítica esa nación tuvieron una indudable influencia.

#### Portugal
- Concordato de 1886
- Concordato de 1940[26] con António de Oliveira Salazar
- Concordato de 2004

#### Rusia
- Concordato de 1847 entre el Papa Pío IX y el zar de Rusia (denominación "concordato" nunca reconocida por Rusia.)[27]
- Concordato de 1882 con Rusia (denominación "concordato" nunca reconocida por Rusia.)

Ambos acuerdos quedaron sin vigor tras la Revolución soviética de 1917 y hasta la actualidad.

#### Otros concordatos
- Concordato de Worms (1122) entre el papa Calixto II y el emperador Enrique V del Sacro Imperio Romano Germánico.
- Concordato de 1855 entre el Papa Pío IX y el emperador Francisco José I de Austria.
- Concordato de 1933 con Austria.